# إيليو جرمانو
إيليو جرمانو (بالإيطالية: Elio Germano)‏ هو ممثل إيطالي، ولد في 25 سبتمبر 1980 بروما في إيطاليا.

## أعمال

### أفلام
- (2009) تسعة[6]
- (2015) ألاسكا

## وصلات خارجية
- إيليو جرمانو على موقع IMDb (الإنجليزية)
- إيليو جرمانو على موقع ميتاكريتيك (الإنجليزية)
- إيليو جرمانو على موقع روتن توميتوز (الإنجليزية)
- إيليو جرمانو على موقع قاعدة بيانات الأفلام العربية
- إيليو جرمانو على موقع ألو سيني (الفرنسية)
- إيليو جرمانو على موقع تيرنر كلاسيك موفيز (الإنجليزية)
- إيليو جرمانو على موقع أول موفي (الإنجليزية)
- إيليو جرمانو على موقع قاعدة بيانات الأفلام السويدية (السويدية)
- إيليو جرمانو على موقع ديسكوغز (الإنجليزية)
- إيليو جرمانو على موقع قاعدة بيانات الفيلم (الإنجليزية)